# Afstandsformlen
Afstandsformlen er en sætning (eller rettere, en familie af sætninger) til at finde afstanden mellem to punkter i et koordinatsystem. Dette gøres ved at indsætte koordinatsættet fra punkterne, i formelen. Nedenfor er sætningen og dens bevis for et todimensionelt, kartesisk koordinatsystem angivet.

## Sætningen
To givne punkter (A & B) er angivet ved:

{\displaystyle A:(x_{1};y_{1}){\frac {}{}}}
{\displaystyle B:(x_{2};y_{2}){\frac {}{}}}

Det vil således gælde at, afstanden mellem disse er:

{\displaystyle |AB|={\sqrt {(x_{2}-x_{1})^{2}+(y_{2}-y_{1})^{2}}}}

Dette skal bevises.

## Beviset
På vores tegning kan vi følge med i hvad der sker. Vi benytter os af pythagoras' læresætning, der siger følgende om en retvinklet trekant:

{\displaystyle a^{2}+b^{2}=c^{2}{\frac {}{}}}

På tegningen kan der ses en retvinklet trekant, og med viden fra afstande, kan vi dermed sige at:

{\displaystyle |AB|^{2}=|x_{2}-x_{1}|^{2}+|y_{2}-y_{1}|^{2}{\frac {}{}}}
{\displaystyle \Updownarrow }
{\displaystyle |AB|^{2}=(x_{2}-x_{1})^{2}+(y_{2}-y_{1})^{2}{\frac {}{}}}
{\displaystyle \Updownarrow }
{\displaystyle |AB|={\sqrt {(x_{2}-x_{1})^{2}+(y_{2}-y_{1})^{2}}}}

Det er dermed bevist at denne formel må give afstanden mellem de to punkter.